# Ester Pacchiano
Ester Pacchiano (Reggio Calabria, 2 maggio 1967) è un'ex cestista italiana.

## Carriera
Ala, ha giocato in Serie A1 con P.C.R. Messina e Rescifina Messina.
Nel 1998 ha vinto lo scudetto di pallacanestro 3x3 con il circuito dell'Adidas Streetball Challenge, precursore dei circuiti attuali, qualificandosi per la finale mondiale a Parigi. Nella squadra basata a Catania giocava con Deborah Celi, Gabriella Serafica e Rosanna Patara.